# 渥美窯
渥美窯（あつみよう・あつみがま）は、愛知県渥美半島（田原市の大部分及び豊橋市の一部）に分布している古窯群。日本三大古窯の一つにも数えられる。

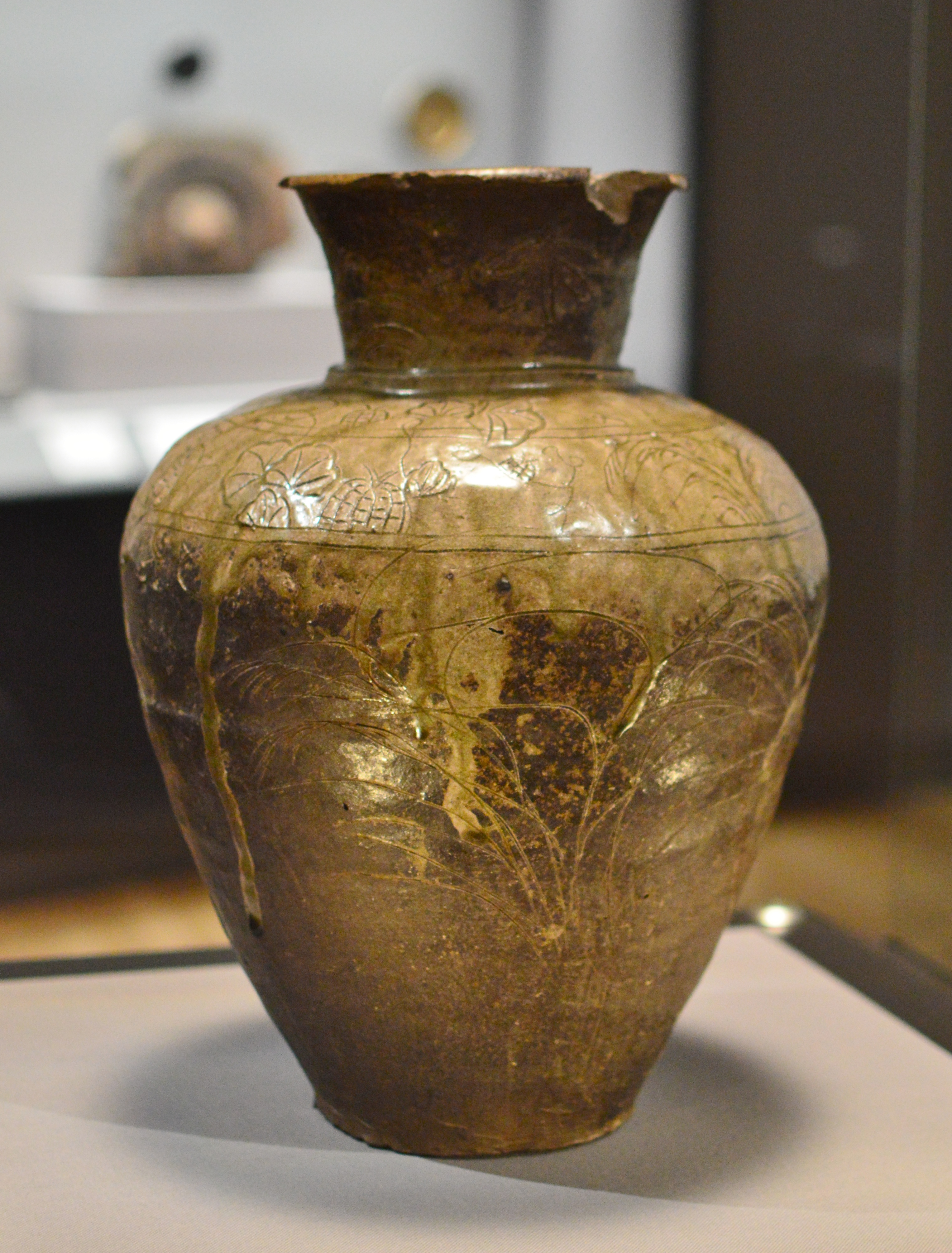
秋草文壺（国宝）慶應義塾蔵 平安時代後期

座標: 北緯34度38分5.2秒 東経137度11分43.8秒 / 北緯34.634778度 東経137.195500度

## 概要
古代猿投窯の灰釉陶器を遡源とする「山茶碗」を焼く窯が渥美半島にも伝播したことで生産が開始され、12世紀初頃（平安時代末期）から13世紀末（鎌倉時代）にかけて操業した。窯分布圏の東部地区では、東方の中世湖西窯（静岡県湖西市）と窯構造や生産品目、胎土などで類似点が見られ、共通の基盤のもとに成立したと考えられている（渥美・湖西窯）。知多半島から渥美半島は中世における窯業地帯であったが、常滑窯など知多半島では中世以降も生産が継続しているのに対し、渥美窯は中世前期段階で生産が途絶している。
胎土は砂質で、窖窯を用いた間接焔焼成による青味がかかった灰色色調を特色とする。灰釉技法も見られ、碗、皿、鉢、瓶、壺、甕などの日常雑器のほか経筒や蔵骨器などの祭祀容器、漁具、瓦なども生産され、海上輸送や陸上水運を通じて各地に分布している。なかでも半截竹管（縦に割った細い竹片）によって三筋文・袈裟襷文・蓮弁文・秋草文などを描いた刻文壺は有名で、神奈川県川崎市の加瀬白山古墳の後円部裾から1942年（昭和17年）に発見された秋草文壺は国宝に指定されている。